# Дощові ліси Андаманських островів
Дощові ліси Андаманських островів (ідентифікатор WWF: IM0101) — індомалайський екорегіон тропічних та субтропічних вологих широколистяних лісів, розташований на Андаманських островах.

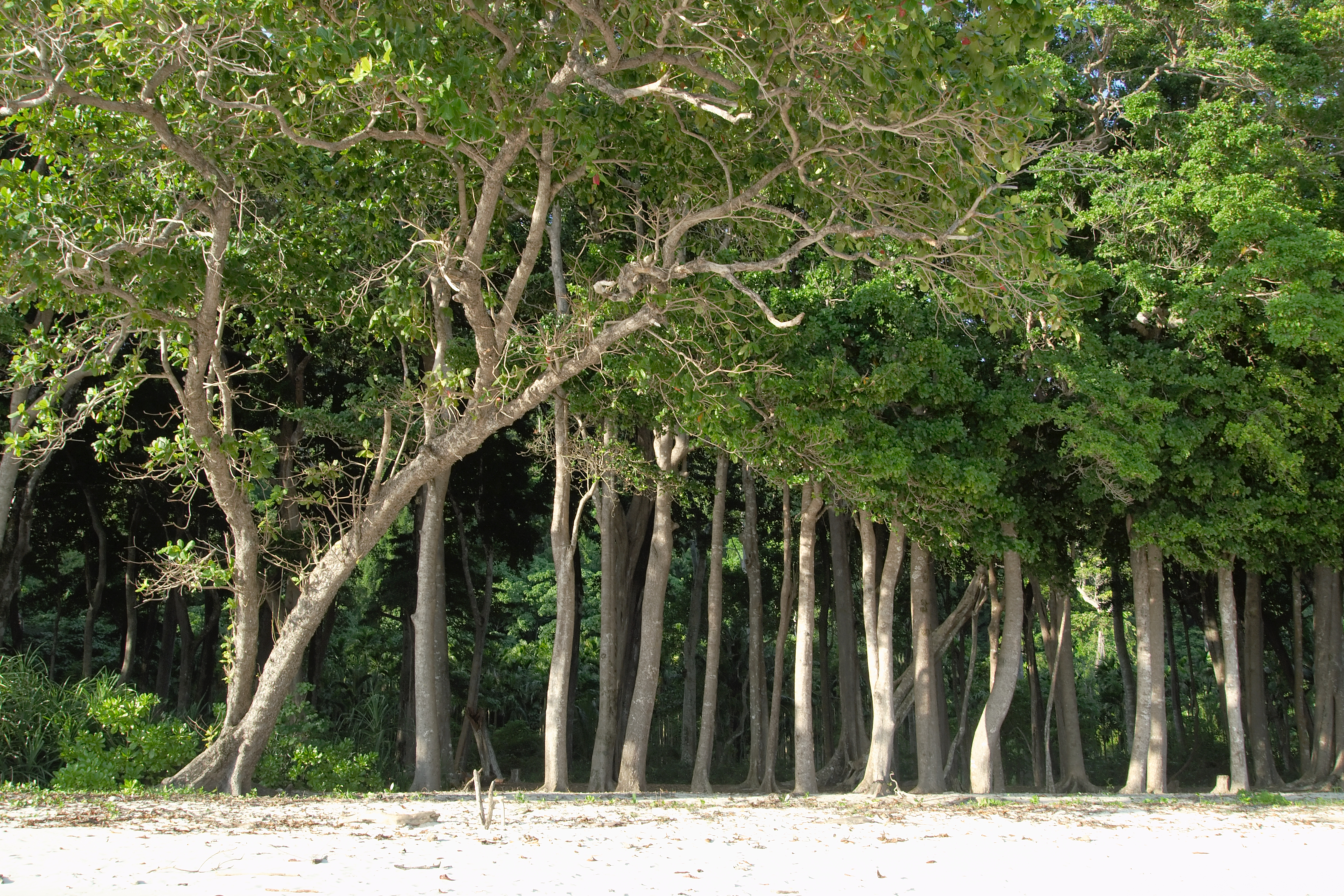
Ліс на острові Хевлок (острів)

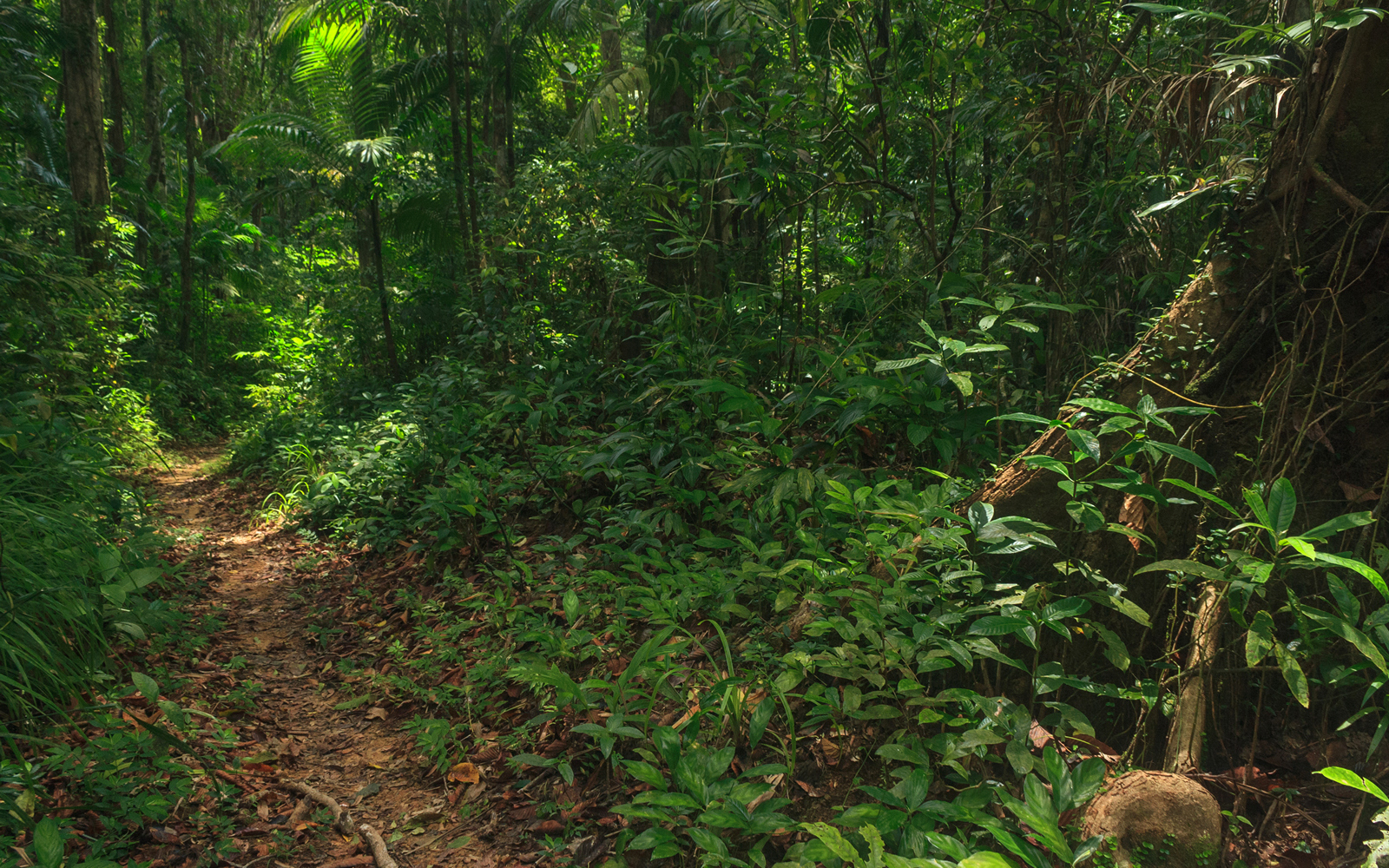
Ландшафт Національного парка Маунт-Гаррієт

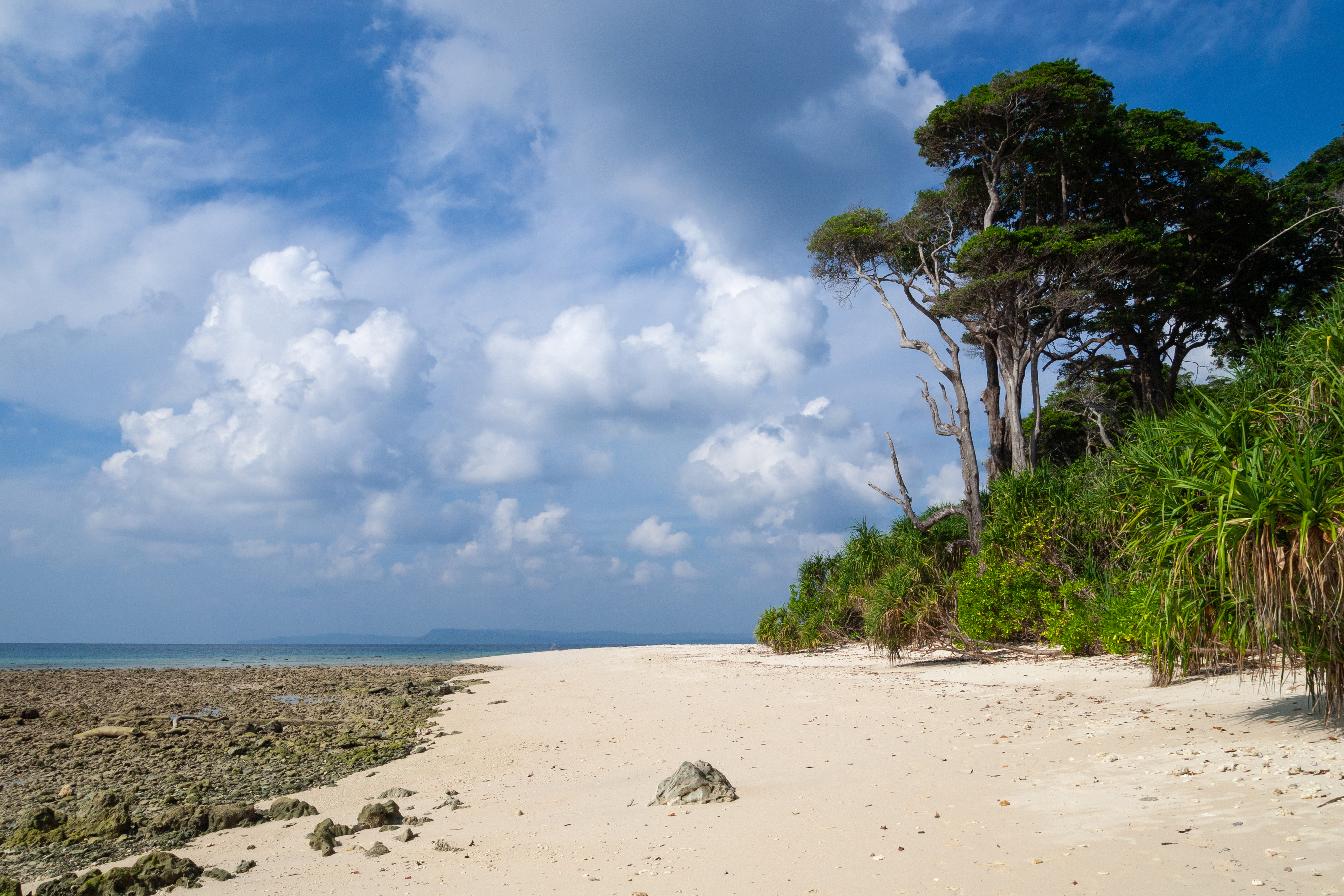
Узбережжя острова Нейл (острів)

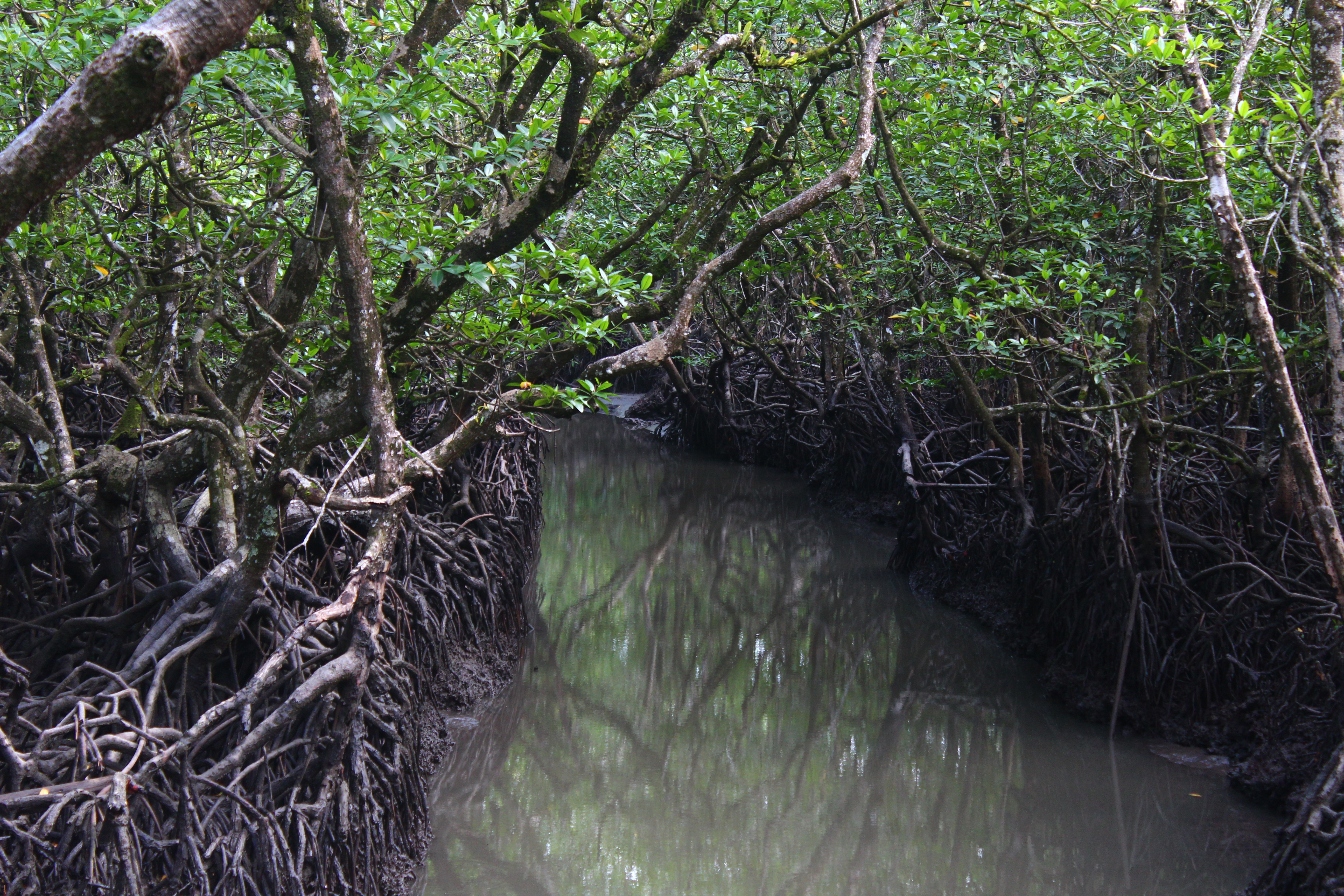
Мангри на Середньому Андамані

## Географія
Андаманські острови розташовані на північному сході Індійського океану, відділяючи Бенгальську затоку від Андаманського моря. Архіпелаг простягається приблизно на 510 км з півночі на південь та складається з 204 островів, майже всі з яких належать Індії та входять до союзної території Андаманські і Нікобарські острови. Кілька невеликих островів на північному кінці архіпелага, відомі як Кокосові острови, належать М'янмі та входять до округа Янгон.
Основу Андаманського архіпелагу складає острівна група Великий Андаман, розташована за 285 км на південь від М'янми. Найпівденнішим островом регіону є Малий Андаман, відділений від Нікобарських островів протокою Десятого градуса завширшки 150 км. Найвищою вершиною архіпелагу є гора Седл-Пік висотою 732 м, розташована на Північному Андамані.
З геологічної точки зору Андаманські острови є частиною довгої острівної дуги, яка тягнеться від Араканських гір у М'янмі до Ментавайських островів, розташованих на захід від Суматри. Окрім Андаманських островів, ця дуга також включає Нікобарські острови та багато підводних гір. Вона утворилася внаслідок субдукції Індо-Австралійської плити під Бірманську плиту наприкінці еоцену або на початку олігоцену. Формування Андаманського моря в середині міоцену (приблизно 10,8 млн років тому) призвело до ізоляції Андаманського архіпелагу від материка. Падіння рівня моря у плейстоцені призвело до повторного формування суходолу між Андаманськими островами та Євразією на період приблизно 10 000 років, а після завершення останнього льодовикового періода ці острови знову опинилися в ізоляції. 
Основу Андаманських островів складають еоценові осадові породи (пісковики, сланці та алевроліти), серед яких трапляються ультраосновні магматичні інтрузії. На великих висотах часто зустрічаються серпентини та габро. На вулканічних островах Наркондам та Баррен зустрічаються базальти та андезити. Острів Баррен є єдиним діючим вулканом на Індійському субконетиненті; востаннє він вивергався у грудні 2022 року.

## Клімат
На Андаманських островах домінує тропічний мусонний клімат (Am за класифікацією кліматів Кеппена). Середня температура коливається від 22 °C до 30 °C, а середньорічна кількість опадів — від 3000 до 3800 мм. Південно-західні мусони дмуть з травня по вересень, а північно-східні мусони — з жовтня по грудень. Під час мусонів часто трапляються тропічні циклони та грози.

## Флора
Основними рослинними угрупованнями Андаманських островів є прибережні та мангрові ліси, а також вічнозелені та листяні тропічні ліси, поширені у внутрішніх районах. 
Мангрові ліси займають більше 15 % від загальної площі суходолу. В манграх регіону переважають представники родини Ризофорові (Rhizophoraceae), які досягають від 6 до 24 м у висоту.
Вічнозелені ліси ростуть на глинистих, бідних на гумус суглинках, що вкривають слюдисті пісковики. Основу цих лісів складають великоцвіті діптерокарпуси (Dipterocarpus grandiflorus), дерева гурджун (Dipterocarpus turbinatus), довгочерешкові планшонелли (Planchonella longipetiolata), духмяні хопеї (Hopea odorata), діадемові ендоспермуми (Endospermum diadenum) та міцні планшонії (Planchonia valida), які досягають 40-60 м заввишки.
Листяні ліси поширені на Північному і Середньому Андаманах, на острові Баратанг, а також в деяких районах Південного Андамана. Дерева в цих лісах досягають 40-50 м заввишки і скидають листя (повністю або частково) під час сухого сезону. Серед дерев, поширених у листяних лісах Андаманського архіпелагу, слід відзначити індійський мигдаль (Terminalia catappa), каламансайську терміналію (Terminalia calamansanai), цитринову терміналію (Terminalia citrina), красиволистий канаріум (Canarium euphyllum), дерево халмадді (Ailanthus triphysa), червону парішію (Parishia insignis), індійське масляне дерево (Diploknema butyracea), індійський сіріс (Albizia lebbeck), голоцвітий тетрамелес (Tetrameles nudiflora) та келумбукове дерево (Pterocymbium tinctorium).
Флора Андаманських островів має набагато більше спільного з флорою Північно-Східної Індії, М'янми та Таїланду, ніж з флорою Нікобарських островів, яка, зі своєї сторони, споріднена з флорою Малайзії та Індонезії. Насправді лише 28 % видів квіткових рослин є спільними для Андаманських та Нікобарських островів. Так, на Андаманських островах ростуть діптерокарпуси (Dipterocarpus spp.) та птерокарпуси (Pterocarpus spp.), але на Нікобарському архіпелазі вони відсутні. Це пояснюється тим, що Андаманські острови колись були сполучені з континентом, тоді як Нікобарські острови утворилися внаслідок вулканічної активності і ніколи не сполучалися з Євразією.

## Фауна
На Андаманських островах мешкають андаманські дикі свині (Sus scrofa andamanensis), андаманські цивети (Paguma larvata tytleri) та індокитайські пацюки (Rattus andamanensis), а також кілька видів рукокрилих. Ендеміками архіпелагу є андаманські пацюки (Rattus stoicus), андаманські білозубки (Crocidura andamanensis), андаманські колючі білозубки (Crocidura hispida), білозубки Дженкінса (Crocidura jenkinsi), наркондамські білозубки (Crocidura narcondamica) та андаманські підковики (Rhinolophus cognatus). На острови регіону були інтродуковані аксіси (Axis axis), північні руді мунтжаки (Muntiacus vaginalis) та індійські замбари (Rusa unicolor), однак замбари пізніше вимерли. Крім того, на острові Інтерв'ю мешкає стадо з 80-90 диких індійських слонів (Elephas maximus). Слони були завезені на острів, де вони працювали на лісозаготівельному підприємстві, а коли компанія збанкрутувала, вони були випущені на волю.
Орнітофауна екорегіону нараховує понад 400 видів птахів, включно з морськими і залітними видами, і вирізняється високим рівнем ендемізму. Ендеміками екорегіону є андаманські чирянки (Anas albogularis), андаманські коукали (Centropus andamanensis), андаманські дрімлюги (Caprimulgus andamanicus), андаманські погоничі (Rallina canningi), андаманські змієїди (Spilornis elgini), андаманські сипухи (Tyto deroepstorffi), андаманські сплюшки (Otus balli), андаманські сови-голконоги (Ninox affinis), темнопері сови-голконоги (Ninox obscura), андаманські калао (Rhyticeros narcondami), андаманські жовни (Dryocopus hodgei), андаманські шикачики (Coracina dobsoni), широкохвості дронго (Dicrurus andamanensis), андаманські вагабунди (Dendrocitta bayleyii), андаманські бюльбюлі (Brachypodius fuscoflavescens), андаманські шами (Copsychus albiventris) та андаманські квіткоїди (Dicaeum virescens). 
Майже ендемічними представниками екорегіону є сивоголові голуби (Columba palumboides), андаманські горлиці (Macropygia rufipennis), андаманські вінаго (Treron chloropterus) та білоголові шпачки (Sturnia erythropygia), які також зустрічаються на Нікобарських островах. Крім того, ендеміками Андаманських островів є низка підвидів різних видів птахів, зокрема підвид індійського голуба-зеленокрила Chalcophaps indica maxima, підвид малазійського пінона Ducula aenea andamanica, підвид чорного шуляка Aviceda leuphotes andamanica, підвид східноазійської сплюшки Otus sunia modestus, підвид білошийого альціона Todiramphus chloris davisoni, підвид рожевоволого папуги Psittacula alexandri abbotti, підвид малазійського папуги Psittacula longicauda tytleri, підвид індійського папуги Psittacula eupatria magnirostris, підвид білогрудого ланграйна Artamus leucorynchus humei, підвид жовточеревої маріки Cinnyris jugularis andamanicus, підвид пломенистого личинкоїда Coracina macei andamanensis, підвид вогнистоголового квічаля Geokichla citrina andamanensis тощо.
Герпетофауна екорегіону нараховує 45 видів плазунів, тринадцять з яких є ендемічними, та 12 видів земноводних, сім з яких є ендемічними. Серед ендеміків екорегіону слід відзначити андаманську кобру (Naja sagittifera), андаманську бойгу (Boiga andamanensis), південно-андаманського крайта (Bungarus andamanensis), андаманського велетенського гекона (Gekko verreauxi), андаманську фельзуму (Phelsuma andamanense), мабую Титлера (Eutropis tytleri) та андаманську жабу (Minervarya andamanensis).

## Збереження
Основною загрозою для збереження природи екорегіону є збільшення населення архіпелагу за рахунок переселенців з материкової Індії, що призводить до збільшення експлуатації природних ресурсів регіону, зокрема до збільшення показників лісозаготівлі та площ сільськогосподарських угідь. Також загрозу становлять полювання та поширення інтродукованих видів.
Оцінка 2017 року показала, що 338 км², або 7 % екорегіону, є заповідними територіями. Природоохоронні території включають: Північний національний парк островів Баттон, Центральний національний парк островів Баттон, Південний національний парк островів Баттон, Національний парк Маунт-Гаррієт, Національний парк Седл-Пік та Природний заповідник острова Наркондам.